# لياندرو أليم
لياندرو نيسيفورو أليم (بالإسبانية: Leandro Nicéforo Alem؛ وُلد باسم Leandro Alén؛ 11 مارس 1841 – 1 يوليو 1896) هو سياسي أرجنتيني، يُعتبر مؤسس وزعيم الاتحاد المدني الراديكالي، وأحد أبرز الشخصيات في التاريخ السياسي للأرجنتين في القرن التاسع عشر. كان أليم عمّ السياسي الأرجنتيني ورئيس البلاد لاحقًا هيبوليتو يريغوين، والذي كان أيضًا تلميذه السياسي. كما عُرف بنشاطه كعضو في الماسونية.

## الجدول الزمني لمسيرته
| السنة            | الحدث                                                 |
| ---------------- | ----------------------------------------------------- |
| 1841             | وُلد في بوينس آيرس باسم لياندرو ألين                   |
| ستينيات القرن 19 | بدأ نشاطه في الحياة السياسية وشارك في الحركات المدنية |
| 1891             | أسس الاتحاد المدني الراديكالي وأصبح زعيمه الأول       |
| 1890s            | برز كمعارض للحكومات المحافظة في الأرجنتين             |
| 1896             | توفي في بوينس آيرس في 1 يوليو                         |

## الحياة الشخصية
كان لياندرو أليم شخصية مؤثرة في الحياة السياسية والفكرية في الأرجنتين، إذ جمع بين النشاط الحزبي والعمل الفكري. وقد تأثر به ابن شقيقه هيبوليتو يريغوين الذي سار على خطاه ليصبح لاحقًا رئيسًا للأرجنتين. كما كان أليم عضوًا نشطًا في الماسونية، ما أضاف إلى مكانته في الحياة العامة الأرجنتينية.